# Ligier JS25
Ligier JS25 — гоночный автомобиль Формулы-1, разработанный группой конструкторов команды Ligier. Участвовал в Чемпионате мира Формулы-1 сезона 1985 года.

## История
Шасси JS25 было оснащено турбодвигателем Renault EF4B V6 и использовало новые шины итальянской фирмы Pirelli вместо Michelin. За руль сели итальянец Андреа де Чезарис и вернувшийся после пары неудачных сезонов в Williams француз Жак Лаффит.
Выступление де Чезариса, как всегда, было отмечено многочисленными авариями. Самую зрелищную он устроил на Гран-при Австрии, когда его Ligier несколько раз перевернулась. Естественно, владелец команды Ги Лижье решил заменить Андреа на французского пилота Филиппа Стрейффа.
Лаффит же переживал "вторую молодость". Он принёс команде второе место на Гран-при Австралии, где Стрейфф также финишировал на подиуме, и ещё 2 третьих места. Причем пилоты умудрились столкнуться между собой на последнем круге в Аделаиде, но не потеряли своих призовых мест. Благодаря этому команда финишировала шестой в зачёте Кубка конструкторов.

## Результаты в гонках
| Год  | Шасси | Двигатель                 | Шины | Пилоты     | 1    | 2    | 3    | 4   | 5   | 6   | 7    | 8    | 9    | 10   | 11   | 12   | 13  | 14   | 15    | 16  | Место | Очки |
| ---- | ----- | ------------------------- | ---- | ---------- | ---- | ---- | ---- | --- | --- | --- | ---- | ---- | ---- | ---- | ---- | ---- | --- | ---- | ----- | --- | ----- | ---- |
| 1985 | JS25  | Renault EF4B/EF15 1,5 V6Т | P    |            | БРА  | ПОР  | САН  | МОН | КАН | ДЕТ | ФРА  | ВЕЛ  | ГЕР  | АВТ  | НИД  | ИТА  | БЕЛ | ЕВР  | ЮАР † | АВС | 6     | 23   |
| 1985 | JS25  | Renault EF4B/EF15 1,5 V6Т | P    | де Чезарис | Сход | Сход | Сход | 4   | 14  | 10  | Сход | Сход | Сход | Сход | Сход |      |     |      |       |     | 6     | 23   |
| 1985 | JS25  | Renault EF4B/EF15 1,5 V6Т | P    | Лаффит     | 6    | Сход | Сход | 6   | 8   | 12  | Сход | 3    | 3    | Сход | Сход | Сход | 11  | Сход |       | 2   | 6     | 23   |
| 1985 | JS25  | Renault EF4B/EF15 1,5 V6Т | P    | Стрейфф    |      |      |      |     |     |     |      |      |      |      |      | 10   | 9   | 8    |       | 3   | 6     | 23   |

| Легенда к таблице |                                                                    |
| --- | ------------------------------------------------------------------ |
| В таблице перечислены результаты всех Гран-при Формулы-1, в которых использовался автомобиль. Строками таблицы являются сезоны, столбцами — этапы чемпионата мира. В каждой клетке указаны сокращённое название этапа и результат, дополнительно обозначенный цветом. Расшифровка обозначений и цветов представлена в нижеследующей таблице. |                                                                    |
| \| Пример \| Описание \| \| ------------ \| ------------------------------------------------------------------ \| \| 1 \| Победитель \| \| 2 \| Второе место \| \| 3 \| Третье место \| \| 5 \| Финишировал, заработав очки \| \| Сход \| Не финишировал, но при этом заработал очки \| \| 12 \| Финишировал, не получив очков \| \| НКЛ \| Финишировал, но не попал в финальную классификацию \| \| 15 \| Участвовал вне зачёта, либо по отдельной классификации \| \| 18 \| Не финишировал, но попал в финальную классификацию \| \| Сход \| Не финишировал \| \| НКВ \| Не прошёл квалификацию \| \| НПКВ \| Не прошёл предквалификацию \| \| ДСК \| Дисквалифицирован \| \| ИСК \| Исключён из протокола соревнований \| \| ТТ \| Заявлен для участия только в тренировках \| \| НС \| Участвовал в квалификации, но не стартовал в гонке \| \| Т \| Травмирован или болен \| \| ОТК \| Отказ от участия \| \| НТР \| Прибыл на соревнования, но на трассу не выезжал \| \| НПР \| Был заявлен в числе участников, но не прибыл к началу соревнований \| \| О \| Соревнования отменены \| \| \| Не участвовал \| \| Поул-позиция \| \| \| Быстрый круг \| \| |                                                                    |
| Пример | Описание                                                           |
| 1 | Победитель                                                         |
| 2 | Второе место                                                       |
| 3 | Третье место                                                       |
| 5 | Финишировал, заработав очки                                        |
| Сход | Не финишировал, но при этом заработал очки                         |
| 12 | Финишировал, не получив очков                                      |
| НКЛ | Финишировал, но не попал в финальную классификацию                 |
| 15 | Участвовал вне зачёта, либо по отдельной классификации             |
| 18 | Не финишировал, но попал в финальную классификацию                 |
| Сход | Не финишировал                                                     |
| НКВ | Не прошёл квалификацию                                             |
| НПКВ | Не прошёл предквалификацию                                         |
| ДСК | Дисквалифицирован                                                  |
| ИСК | Исключён из протокола соревнований                                 |
| ТТ | Заявлен для участия только в тренировках                           |
| НС | Участвовал в квалификации, но не стартовал в гонке                 |
| Т | Травмирован или болен                                              |
| ОТК | Отказ от участия                                                   |
| НТР | Прибыл на соревнования, но на трассу не выезжал                    |
| НПР | Был заявлен в числе участников, но не прибыл к началу соревнований |
| О | Соревнования отменены                                              |
| | Не участвовал                                                      |
| Поул-позиция |                                                                    |
| Быстрый круг |                                                                    |

† Команда Ligier бойкотировала Гран-при ЮАР, в связи с протестом против режима апартеида в стране.